# عود (ساز)
بربت (بربط) یا عود (همچنین رود)، سازی ایرانی از رده‌سازهای زهی زخمه‌ای است که در خاورمیانه و کشورهای عربی شمال آفریقا رواج دارد.

## پیشینه
خاستگاه بربت با استناد به اکتشافات باستان‌شناسی به پنج هزار سال پیش، تمدن سومر و شهر اور بر می‌گردد. در نگاره‌های مصری به جای مانده از دو هزار سال پیش که نوازندگان را به تصویر کشیده‌اند این ساز دیده می‌شود. پس از آن بربط به دیگر نقاط خاورمیانه از جمله ایران و عربستان دوره پیش از اسلام هم راه پیدا می‌کند. از بربت نوازان بنام ایرانی می‌توان باربد، بامشاد، نکیسا و رامتین را نام برد. پس از اسلام و در پی خلافت اسلامی این ساز تکامل می‌یابد و گسترهٔ این ساز در سراسر جهان اسلام از چین تا اندلس گسترش میابد. در زمان حکومت عبدالرحمان دوم بر اندلس و دعوت او از یک نوازنده بنام به نام کمال‌الدین زریاب این ساز به اسپانیا وارد می‌شود. زریاب بربط را در این سرزمین گسترش و تکامل می‌دهد و از آمیختن این ساز با تار برای اولین بار ساز گیتار را می‌سازد. که هم‌اکنون سالانه در اسپانیا بزرگداشتی به نام زریاب برگزار می‌شود. پاکو دلوسیا از مشهورترین نوازندگان گیتار در جهان برای گرامیداشت یاد او قطعه‌ای به نام زریاب ساخته است.

## نام
خوارزمی در مفاتیح العلوم نام این ساز را «بربط» آورده و گفته که در اصل «برِبت» است به معنی سینهٔ بت (مرغابی)، چرا که ظاهر آن شبیه به سینه و گردن مرغابی است. در صورتی که کتاب‌های لغت لاتین به‌آسانی آشکار می‌دارند که اصل این کلمه، «باربیطوس» (Barbitos)، یونانی است و بعد به شکل باربیطون (Barbiton) در زبانهای خارجی معمول گردید. صفی‌الدین اُرُمَوی در رسالهٔ الأدوار به تشریح ساختار عود، شیوهٔ پرده‌بندی و نواختن آن پرداخته است.

## عود

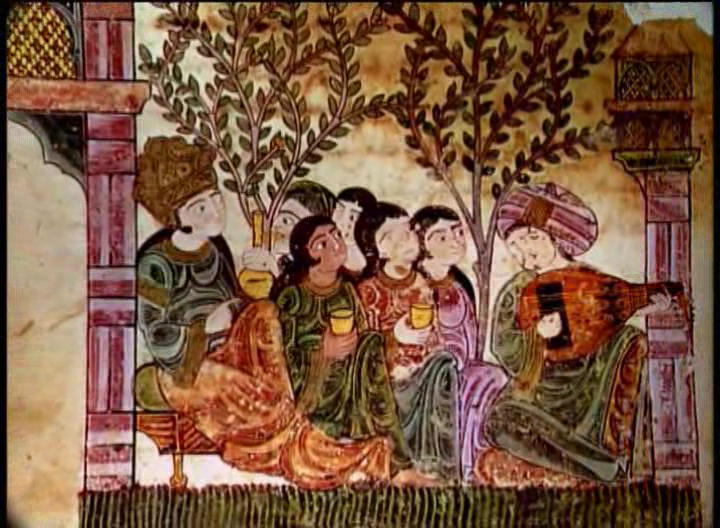
عود نوازی زریاب در دربار اندلس

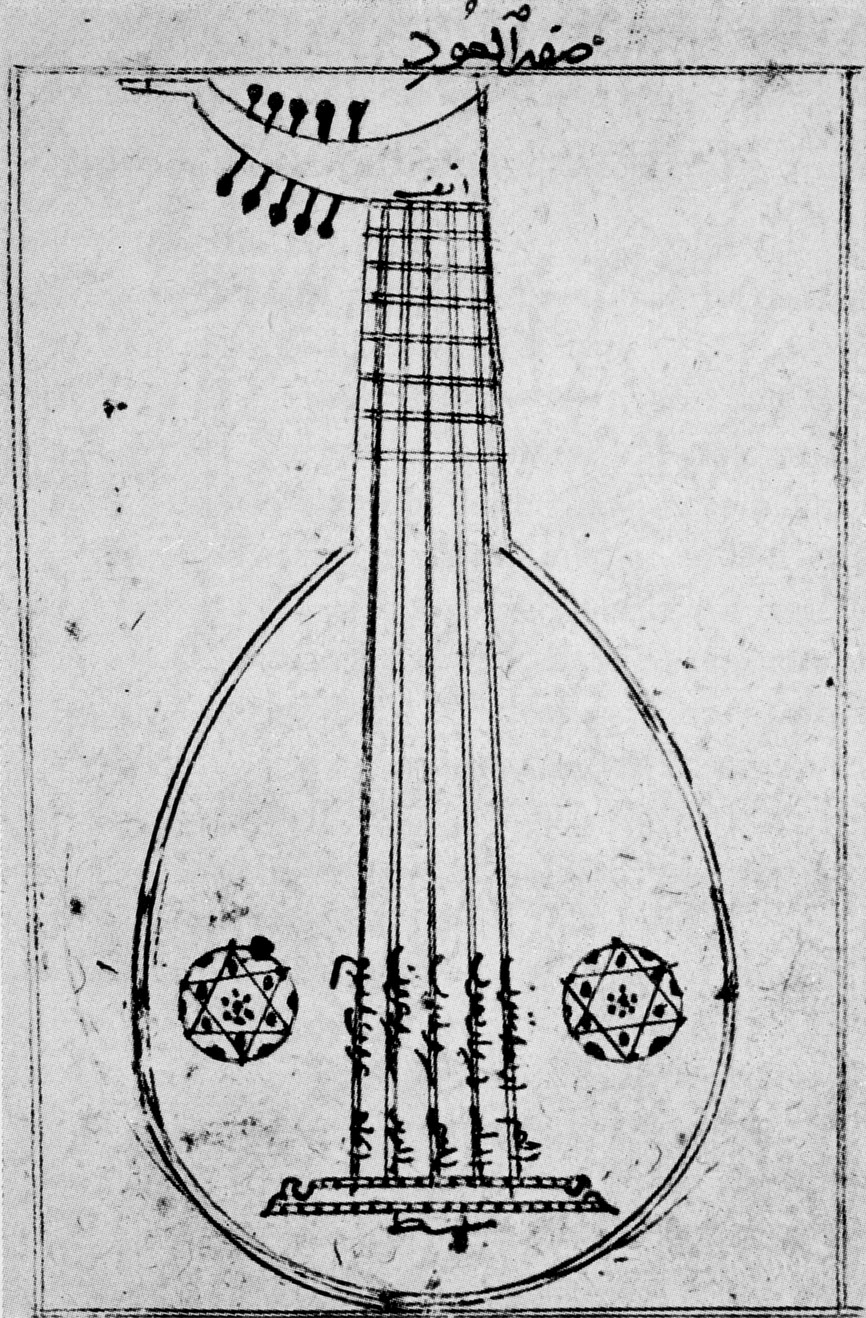
طرح ساز عود در رسالهٔ الأدوار، صفی‌الدین ارموی

چون سطح ساز بربت از چوب پوشیده شده ست، در زبان عربی آن را عود نامیده‌اند (العود در زبان عربی به معنای چوب است). به باور برخی پژوهشگران موسیقی مانند اکارد نوبوئر (Eckhard Neubauer) این واژه در اصل عربی‌شدهٔ واژهٔ «رود» فارسی می‌باشد که هم نام دیگر بربت است و هم به معنای سیم در سازهای زهی می‌باشد.
بربت امروزه نقش بسیار کمتری در موسیقی ایرانی دارد. عود عربی بر خلاف بربت ایرانی از اصلی‌ترین سازهای موسیقی عربی است. این ساز پس از اینکه به اروپا برده شد، نام لوت بر آن نهادند. واژه لوت از نگارش کلمهٔ العود به وجود آمده و به تدریج به لوت تبدیل شده است. ابن خلدون در قرن ۸ هجری قمری آن را به ترکه‌های چوبینی که انعطاف‌پذیر است معنی نموده است.
دربارهٔ نام بربت چند دیدگاه وجود دارد برخی معتقدند واژهٔ بربت/بربط از دو واژهٔ "بر" به معنی سینه و "بت (بط)" به معنی مرغابی ساخته شده زیرا شکل آن مانند سینهٔ مرغابی و گردن آن است این نظر به دلیل اینکه این ساز ریشه ایرانی دارد و خود اعراب نیز آن را عود می‌نامند نمی‌تواند درست باشد دیدگاه دیگر که به واقعیت نزدیک تر است این واژه را برگرفته از نام "باربد" نوازندهٔ عود در دربار خسرو پرویز می‌داند به نظر نام و آوازه این نوازندهٔ چیره‌دست بر رویِ سازی که پیشتر رود نام داشت ماندگار شده باشد..
بربت در اندازه‌های گوناگون ساخته می‌شود که اندازهٔ متداول و معمول همان عودهای ساخت ایران است. نمونه‌های ساخت کشورهای عربی دارای کاسه‌ای بزرگ و عودهای ترکیه کوچک و عودهای ایرانی متوسط است.

## ساختار بربت

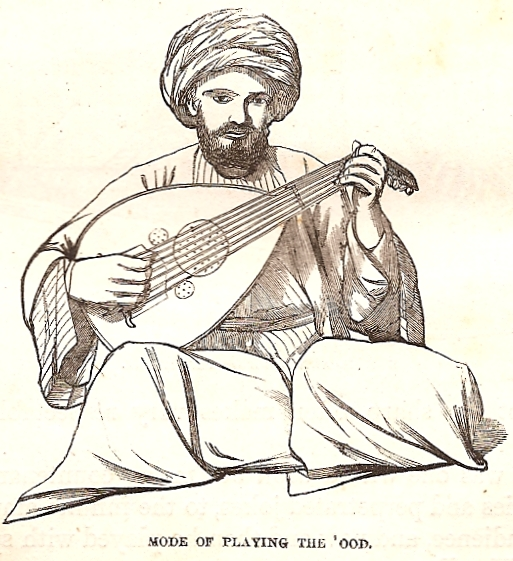
نحوه نواختن

شکم این ساز بسیار بزرگ و گلابی شکل و دسته آن بسیار کوتاه است. به گونه‌ای که بخش اعظم طول سیم‌ها در امتداد شکم قرار گرفته است. سطح رویی شکم از جنس چوب است که بر آن پنجره‌هایی مشبک ایجاد شده است. بربت فاقد «دستان» است و پرش از خرک ساز کوتاه و تا اندازه‌ای کشیده است.
بربت دارای ده سیم یا ۵ سیم جفتی است البته در برخی مواقع استادان قالب شکنی کرده و دو یا یک سیم در قسمت پایین قبل از سیم دو به ساز اضافه می‌کنند که این سیم‌ها فا زیر کوک می‌شود.
سیم‌های جفت با هم هم‌آوا (کوک) می‌شوند و هر یک از سیم‌های دهگانه، یک گوشی مخصوص به خود دارد؛ گوشی‌ها در دو طرف جعبه گوشی (سر ساز) قرار گرفته‌اند.
بربت بم‌ترین ساز میان سازهای زهی ایرانی است؛ نت‌نویسی آن با کلید سل است (در واقع نت‌نویسی آن با توجه به وسعت و بمی صدای ساز بر اساس کلید فا می‌باشد که برای سهولت نت خوانی و نوازندگی یک اکتاو بالاتر نوشته می‌شود) که جمعاً دو اکتاو است. «اکتاو» بم‌تر از نت نوشته شده حاصل می‌شود. سیم بم (سُل پائین) معمولاً نقش «واخوان» دارد و گاه این سیم جفت نیست.
صدای بربت به گونه‌ای است که صدای اکتاو چهارم پیانو از راست به چپ برابری دارد و در اصل باید بربت را با کلید «فا» نواخت یعنی صدای اصلی بربت یک اکتاو پایین‌تر از آن است که امروز متداول شده است.
پرده‌بندی بربت تا حدی شبیه تار می‌باشد و از این لحاظ سپنتا معتقد است نوازندگان تار می‌توانند با جزئی صرف وقت به‌خوبی آنرا بنوازند.
مضراب بربت از پر مرغ (یا پر طاووس و شاه‌پر عقاب و حتی پر لاشخور تهیه شده است و گاه نیز نوازنده با مضراب دیگری ساز را می‌نوازد. نوازنده‌های امروزی از مضراب‌های پلاستیکی استفاده می‌کنند.
صدای بربت بم، نرم و در عین حال گرم و جذاب و نسبتاً قوی است. این ساز نقش تک‌نواز و هم‌نواز هر دو را به خوبی می‌تواند ایفا کند.

## احیاء عود (عود معاصر)
با تشکیل هنرستان عالی موسیقی در پنجاه سال پیش، استادانی چون اکبر محسنی، یوسف کاموسی و منصور نریمان که بیشترشان سه‌تار می‌نواختند، تلاش کردند با تهیهٔ عود و همنوایی آهنگ‌های پخش شده از رادیوهای عربی، شیوه درست نواختن عود را یاد بگیرند و به این ترتیب عود در عصر معاصر دوباره احیا شد.

## عود نوازهای معروف جهان

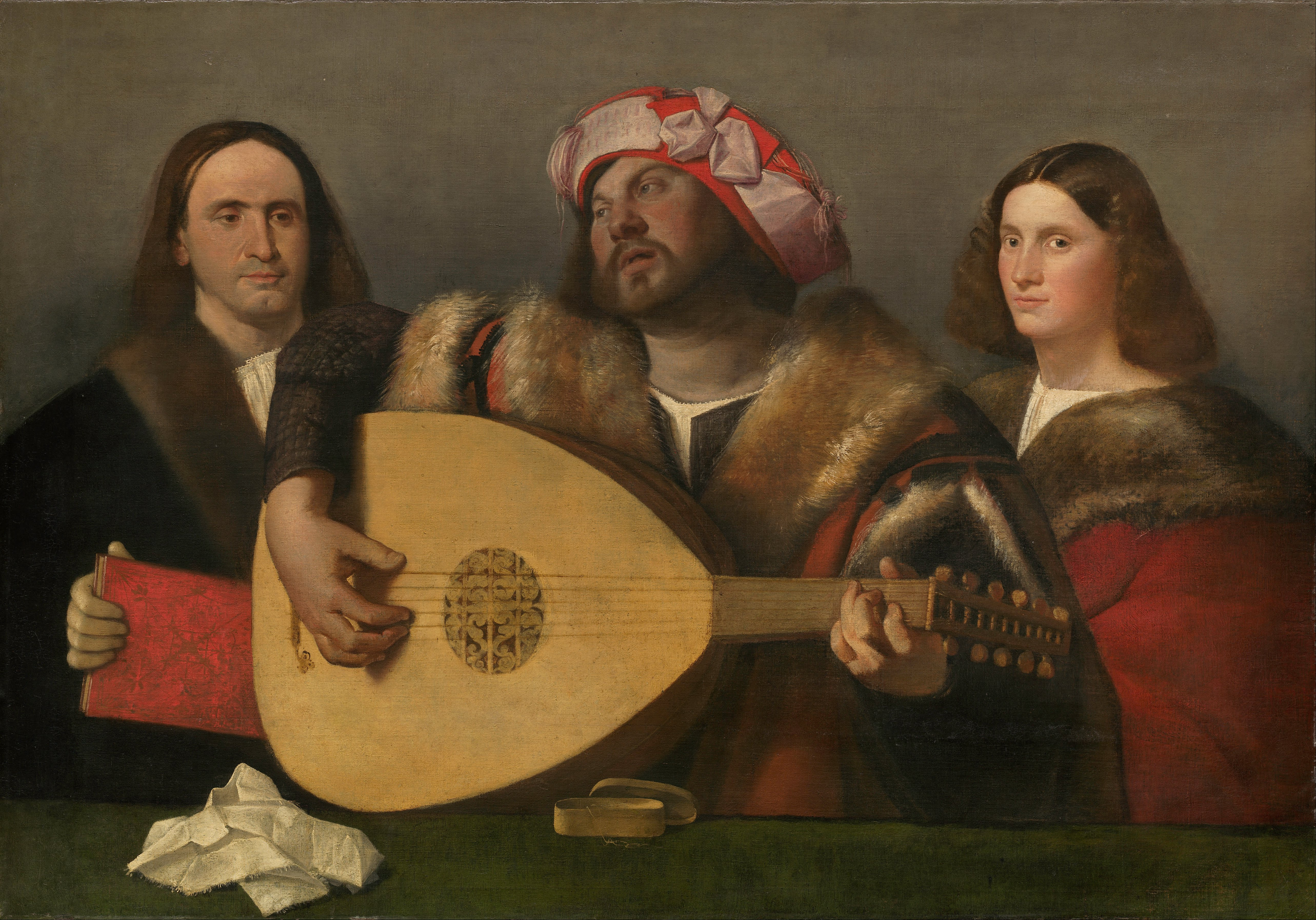
یک کنسرت (جیووانی کاریانی)

از جمله نوازندگان معروف این ساز منیر بشیر بود. در کنار او می‌توان به نام‌هایی چون ریاض سنباطی، فرید الاطرش و انور براهم اشاره کرد.

## عود نوازان نامدار ایران
از جملهٔ عود نوازان معروف می‌توان به منصور نریمان، محمود رحمانی پور، اکبر محسنی و عبدالوهاب شهیدی اشاره کرد.
در چند دهه گذشته نوازندگان دیگری نیز به این جمع پیوسته‌اند و از این افراد می‌توان حسین بهروزی‌نیا، محمد فیروزی، ارسلان کامکار و مجید ناظم‌پور را نام برد.

## عودسازان ایران
ابراهیم قنبری مهر با ایجاد تغییراتی در ساختار عود عربی از جمله کوچک‌تر کردن کاسه و بلندتر کردن دسته به قالب جدیدی دست یافته. این تغییرات مورد استقبال نوازندگانی چون حسین بهروزی‌نیا قرار گرفته است.

## در ادبیات
- فردوسی:

| چو نوروز شد هرمز فرودین  |  | بیاسود از رنج تن، دل ز کین  |
| بزرگان به شادی بیاراستند |  | می و رود و رامشگران خواستند |

- حافظ:

| زهره‌سازی خوش نمی‌سازد مگر عودش بسوخت |  | کس ندارد شوق مستی می گساران را چه شد |

| با شاهد شوخ و شنگ و با بربت و نی |  | کنجی و فراغتی و یک شیشه می |
| چون گرم شود ز باده ما را رگ و پی |  | منت نبریم یک جو از حاتم طی |

- خیام:

| من هیچ ندانم که مرا آن که سرشت |  | از اهل بهشت کرد یا دوزخ زشت       |
| جامی و بتی و بربتی بر لب کشت   |  | این هر سه مرا نقد و ترا نسیه بهشت |

- مولانا:

| ای لولی بربط زن، تو مست‌تری یا من |  | ای پیش چو تو مستی، افسون من افسانه |